# 异形孔蛛
异形孔蛛（学名：Portia heteroidea）为跳蛛科孔蛛属的动物。在中国大陆，分布于湖南、四川、贵州、陕西等地。该物种的模式产地在湖南、四川。